# 李炳憲
李炳憲（韩语：／ I Byeong-heon */?，中文曾誤譯李秉憲，1970年7月12日—），韓國男演員。
1991年KBS電視台第14期演員班結業，進入電視圈首四年，即獲一次KBS演技大賞最佳新人獎，三次KBS演技大賞最佳男演員獎。
1995年開始出演電影，是電影電視雙棲人氣與實力兼備的演員，演技備受好評及信任的韓國國民演員，獲得過四次百想視帝和一次百想電影大賞。
2016年李炳憲以電影橫掃韓國三大電影獎（青龍、百想、大鐘）影帝，是韓國影壇史上第三位同年獲大滿貫影帝的演員。
2005年至2020年蓋洛普韓國（Gallup Korea）「最活躍的電影演員」TOP10共獲選12次，與宋康昊並列韓國影星獲選最多次第一名。
2006年，與經紀人孫錫宇共同創立了經紀公司BH Entertainment。
2025年，多倫多國際電影節（TIFF）宣布，備受讚譽的演員李炳憲獲得特別貢獻獎。

## 個人經歷

### 早年經歷
1970年，李炳憲出生。因為他的父親是個資深影迷，李炳憲也受到了父親影響。高中時，因為自己對電影的喜愛，他產生了成為一名導演的念頭。當時，李炳憲計劃去參加青少年影展，為此他還寫了一部劇本。但因為拍攝器材需昂貴的租賃費用，他無奈選擇向父母尋求幫助，最後被父母阻止參加影展。
在李炳憲考入大學後，母親的一位好友堅持替他拿了KBS電視台演員培訓班的申報表。於是，20歲的李炳憲去報名參加了KBS電視台演員培訓班的考試，在通過了三輪考試後，他成為了KBS電視台的第14期演員培訓生。
1997年，李炳憲父親的事業碰上了IMF金融危機，最終以失敗告終，父親因事業失敗而倒地，一週後去世。 此後，身為子女的他只剩下父親所留下近10億（韓幣）的債務，如果放棄繼承父親的財產，就不用還債了，但為了維護去世父親的名譽，和對相信父親而曾經借錢給父親的人的道義，他背負了債務。
對此，他說：“我非常驚慌，雖然一瞬間就能毀了我積累到現在的職業生涯，但我想盡到責任。”實際上為了還債，他也不擇手段地工作，勞累身心，完成了所有不合理的行程，從此開始患有恐慌症和抑鬱症。據說如果不每天吃藥，就很難消化行程，每當舞台上或頒獎典禮上人多時，就會出現恐慌症症狀，在清算債務後的相當長一段時間裏，他飽受精神痛苦的折磨與後遺症。

### 個人生活
2002年，媒體披露李炳憲和韓國女星宋慧喬因拍攝因戲生情而相戀，兩人也在媒體面前承認，2004年6月兩人宣布分手。

2012年8月19日，李炳憲在官網上登載親筆信，公開承認與李珉廷的戀情。
2013年8月10日，李炳憲與演員李珉廷結婚，兩人舉行婚礼。2015年3月31日兒子俊厚出生。2023年12月21日女兒Birdie出生。

## 演藝經歷
電視劇出道
1991年KBS電視台第14期演員班結業，李炳憲在同年演出第一部電視劇《Asphalt 我的故鄉》的配角，正式出道，實現了自己在銀屏前的首次亮相。
這部處女作的拍攝過程對李炳憲來說至今難忘，這部戲的導演鄭乙永以毒舌聞名在外，第一天拍攝他就要求李炳憲在所有工作人員面前宣誓“這部作品既是我的出道作品，也將成為我的引退之作”。之後的幾個月間，導演始終對他表現得極為嚴厲，但也是在這樣的過程中，影響了李炳憲此後對演藝事業的態度以及好勝心。

### 演藝生涯前期（1991年－2005年）
- 1991年，李炳憲出演了KBS傳奇劇《風花不會枯萎（朝鲜语：바람꽃은 시들지 않는다 (드라마)）》。[26]
- 1992年與朴素賢在《明天的愛情》中飾演什麼都擅長的全能大學生「申凡秀」一角。[27]
- 1991-1992年期間，陸續出演了《有太陽的日子（朝鲜语：해뜰날 (드라마)）》、《愛的香氣（朝鲜语：사랑의 향기）》、《風之子（朝鲜语：바람의 아들）》等一系列電視劇。[28]
- 1995年，李炳憲通過在電視劇《風之子（朝鲜语：바람의 아들）》的演繹得到了KBS演技大獎「男子優秀演技獎」和第32屆韓國百想藝術大賞電視類「最佳男演員獎」。[29]
- 1995年，李炳憲首次出演電影《是誰讓我發瘋（朝鲜语：누가 나를 미치게 하는가）》，這是他進軍電影界的第一部作品，憑借這部電影在第6屆韓國春史電影獎上獲得了「最佳新人演技獎」從此打開知名度。[30]
- 1992-1995年，進入影視圈前四年，即獲一次KBS演技大賞最佳新人獎，三次KBS演技大賞男子優秀演技獎，李炳憲從此成為影視雙棲明星。[31][32]
- 1994年，與KBS的公開招募合約結束後，他與SBS簽訂了獨家合同，出演需要拍攝一定數量以上的電視劇。代表作品為《車神傳說（朝鲜语：아스팔트 사나이）》、《白晝3.98（朝鲜语：백야 3.98）》、《Happy Together》、《美麗的日子（朝鲜语：아름다운 날들 (드라마)）》、等基於許英萬原著的SBS電視劇。[33][34][35][36]
- 1999年，李炳憲搭檔全道嬿一起主演了愛情片《記憶中的風琴（朝鲜语：내 마음의 풍금）》。[37][38][39]
- 2000年，主演戰爭電影，飾演南韓哨兵「李壽赫」一角，該片被第38屆韓國電影大鐘獎評選為最佳作品，此片也讓李炳憲的片酬成為當時韓國明星之冠。[40][41]
- 2001-2002年，李炳憲分別主演了愛情片《愛的蹦極（朝鲜语：번지 점프를 하다）》和《中毒（朝鲜语：중독 (2002년 영화)）》。[42][43][44][45]
- 2001年，出演了電視劇《美麗的日子（朝鲜语：아름다운 날들 (드라마)）》該劇是李章洙導演的天堂三部曲的第一部，包括2003年的《天國的階梯》和2006年的《天堂的樹》，李炳憲飾演學成歸國後在父親所經營的唱片公司任職企劃組組長「李民哲」，該劇以36.3%的極佳收視率獲得了成功。[46][47]
- 2000年退伍回歸後，以出演、《愛的蹦極（朝鲜语：번지 점프를 하다）》等電影爲由，延後了電視劇的出演履行，導緻SBS因專屬合同不履行而陷入糾紛，雙方的對立在李炳憲出演2001年的外包企業電視劇《美麗的日子》時達到了頂峰。[48]
- 2002年，最終李炳憲决定主演SBS雄心勃勃策劃的電視劇，但在製作過程中，隨著從總公司製作改為外包製作，再次發生了爭執，幸運的是，外包製作公司方爽快地以支付相當於李炳憲電視劇剩餘契约部分的金額，為糾紛畫上了句號。[49][50]
- 2003年，電視劇以最高47.7%的超高收視率收官後，李炳憲也解開了與SBS持續約10年的漫長枷鎖，開啟了自由的演員活動。 （《陽光先生》編排進SBS被推翻也是因為此原因。）[51][52]

### 演藝生涯發展期（2006年－2016年）
- 2006年，李炳憲主演了《那年夏天》，並通過該影片在第15屆韓國春史電影獎上獲得了「最佳男主角」的提名 。[53][54]
- 2006年，因著《美麗的日子（朝鲜语：아름다운 날들 (드라마)）》、等電視劇而在亞洲獲得了超高人氣，該年在東京巨蛋舉辦了影友會，李炳憲也是第一位在東京巨蛋舉辦影友會滿座4萬多名觀眾的演員。[55][56]
- 2007年，在日本完成七萬名粉絲的巡迴影友會，由此可見他在日本的超高人氣，韓國也稱李炳憲為「最具代表性的韓流演員」。[57][58][59]
- 2007年，參演了由日本電視劇所改編的電影《HERO》，在其中飾演一名韓國檢察官。[60]
- 2008年7月，主演了一部動作冒險片《神偷．獵人．斷指客》，在其中飾演了冷血殺手「朴昌邑」，李炳憲也通過該角色獲得了最佳男主角的提名。[61][62][63]
- 2009年5月，與木村拓哉、喬許·哈奈特主演了驚悚片《幻雨追緝》。[64]
- 2009年8月，好萊塢電影《特種部隊：眼鏡蛇的崛起》上映，他在片中以Storm Shadow「白幽靈」一角，成功打入國際市場知名度大開，在片中不僅秀健美身材，還講的一口流利英語。“李炳憲魅力”開始席捲全球，他力壓眾好萊塢巨星，登上全球最大電影資訊站IMDb每週演員搜尋榜第23名，成為史上名次最高的韓國藝人。[65][66][67]
- 2009年10月，主演的KBS電視劇播出，這部劇既是韓國首部諜報動作劇，又為首部由電影製作公司所製作的韓劇，斥資200億（韓幣）製作，先後前往匈牙利、日本、中國等地大規模取景拍攝。該劇最高收視率為35.5%，在播出隔年獲得了第46屆百想藝術大獎「最佳電視劇作品獎」。[68][69][70]
- 2010年，與崔岷植一同主演的韓國驚悚片《看見惡魔》上映，由於片中涉及過量的極端血腥場面，成為了首部被列為19禁及限制上映級的韓國商業驚悚電影。[71][72]
- 2011年，與織田裕二一同主演了日本電視劇《外交官 黑田康作》。[73][74]
- 2012年，與柳承龍主演了韓國歷史片，李炳憲在其中一人飾演了真／假君主兩個人物，扮演三種角色型態（真君主、平民百姓、模仿君主的假君主），這是他第一次出演歷史片，憑借在片中優秀的演繹獲得了第49屆韓國電影大鐘獎「最佳男主角」和第7屆亞太影展的「最佳男演員」。[75][76]
- 2013年3月，與布魯斯·威利斯、雷·史蒂文森等主演了以第一部《特種部隊：眼鏡蛇的崛起》故事為基礎繼續開展的故事《特種部隊2：正面對決》，延續了前作的風格和大量的精彩打戲。[77]
- 2013年11月，又參演了動作喜劇片《超危險特工2：狠戰》在其中飾演一名韓國特工殺手，這是他參加拍攝的第三部好萊塢動作商業片。[78]
- 2014年，與阿諾.施瓦辛格出演動作片《魔鬼終結者：創世契機》 ，在其中所扮演的角色是《終結者》系列首次出現的重要亞裔角色。[79][80]
- 2015年，加盟出演好萊塢電影《藥命真相（英语：Misconduct (film)） Beyond Deceit》。[81][82]
- 2015年，主演了犯罪片飾演的「安尚久」一角，作為上層階級權利者的走狗，替他們幹盡壞事，卻被權利者害得成為廢人並摒棄，為了向權利者復仇而選擇向他們宣戰並付諸行動的政治流氓。[83][84]
- 2016年，憑借獲得第十屆亞洲電影大獎「最佳男主角」，也通過該影片首次拿到了韓國三大電影獎項（百想、青龍、大鐘）最佳男主角的大滿貫，在當年一共獲得了八項最佳男主角獎，成為韓國影壇史上唯一同年獲大滿貫影帝的演員。[85]

### 演藝生涯穩定期（2017年－2025年）
- 2017年，與金允錫、朴海日等演員合作，主演了由同名歷史小說《南漢山城》改編的韓國歷史片《南漢山城》，韓國累積觀影人次達384萬人。[86][87][88]
- 2018年，韓國喜劇劇情片上映，此片描述已風光不再的拳擊選手出身的哥哥和患有自閉症的天才鋼琴家弟弟之間的故事。[89][90]
- 2018年，主演了金銀淑編劇與李應福導演合作的電視劇《陽光先生》，這部劇的總投資達到了400億（韓幣），李炳憲在其中拿到了48億（韓幣）的高片酬，此片以日本殖民統治前的1902-1907年，辛未洋擾時期為時間軸，圍繞李炳憲飾演的角色「崔宥鎮」展開一系列的戰爭與愛情故事，憑借精湛且收放自如的演技，獲獎第55屆百想藝術大賞電視類「最佳男主角」。[91][92]
- 2019年，合作河正宇、馬東石、田慧振等演員，出演韓國災難劇情片，韓國累積觀影人次達825萬人。[93][94][95]
- 2020年，憑借政治內幕電影《南山的部長們》，繼之後第二次獲得第十四屆亞洲電影大獎「最佳男主角」，為唯一獲此電影獎二次最佳男主角的演員。[96][97]
- 2021年，帶著主演電影《緊急迫降》，受邀参加了第74届坎城影展。[98]
- 2021年，Netflix原創劇集《魷魚遊戲》上片，李炳憲因著在電影《南漢山城》中與導演黃東赫相識的緣分而出演了這部劇，在其中飾演 Front Man「黃仁昊」，該劇播出後短時間就躍升為Netflix最受歡迎的原創劇集，播放量在94個國家與地區的排行榜上位居首位，獲得了全球性的成功反響。官方此後也宣布了《魷魚遊戲》續集的製作，李炳憲確定將繼續參演。[99][100]
- 2022年，與盧熙京編劇合作的tvN的單元劇《我們的藍調時光》播出。原先李炳憲在2019年曾確定出演盧熙京編劇的新作《HERE》，該片講述國際非營利民間團體NGO的故事，本預計2020年投入拍攝，李炳憲為了《HERE》而推遲朴贊郁導演的電影《無可奈何》，但因新冠疫情原因，導致《HERE》這部需要大量海外取景的劇被無限期地推遲[101]，為了不浪費好不容易排出行程的眾演員，在李炳憲的建議下盧熙京編劇緊急與團隊寫出了《我們的藍調時光》的劇本，以溫暖生動的濟州、冰冷嚴酷的大海為背景，講述各個人物酸甜苦澀的人生故事就此展開。[102]
- 2022年，由韓在林執導的《緊急迫降》在韓國上映，主演合作宋康昊、全道嬿、金南佶等演員，該片講述當飛機面對前所未見的生化武器攻擊時，依據機長判斷無法繼續正常航行，而宣布無條件迫降。[103]
- 2023年，原先將在第二季度通過Netflix獨家上映的《終極對弈》，因主演劉亞仁演員陷入非法注射異丙酚等事件，電影被無限期地推遲上片，該片根據韓國圍棋傳奇人物曹薰鉉九段和李昌鎬九段的真實故事改編。[104]
- 2023年7月10日，Netflix原創劇集《魷魚遊戲2》正式開機完成首次拍攝，拍攝時長為10個月以上，將同時拍攝第二季（6集）、第三季（7集），共13集，故事將以飾演成奇勳的李政宰和Front Man的李炳憲為中心展開，第二季於2024年12月26日上線。
- 2023年8月，主演韓國驚悚災難片8月9日在韓國上映，合作朴敘俊、朴寶英、金善映等演員[105][106]，並憑藉此片獲第32屆釜日電影獎、第59屆韓國電影大鐘獎、第44屆青龍電影獎「最佳男主角」。
- 2024年4月，宣佈與孫藝真合作出演朴贊郁導演的新作《無可奈何》[107][108]，並於同年8月17日正式開啟拍攝工作。[109]
- 2025年8月，帶著主演電影《無可奈何 No Other Choice》，獲邀參加8月開幕的威尼斯影展。

## 影視作品

### 電視劇
| 年份 | 播出平台 | 劇名                           | 飾演角色       | 性質     | 合作演員                               | 備註            |
| 1991 | KBS      | 《Asphalt 我的故鄉》           | 振宇           | 男配角   | 金姈愛、鄭永淑                         |                 |
| 1991 | KBS      | 《風花不會枯萎》               | 尹月勳         | 男配角   | 申惠琇、鄭東煥、鄭愛利                 |                 |
| 1991 | KBS      | 《家族》                       |                | 主演     |                                        |                 |
| 1991 | KBS      | 《霧不會散》                   |                | 主演     |                                        |                 |
| 1992 | KBS      | 《明天的愛情》                 | 申範秀         | 主演     | 李智型、金正蘭                         |                 |
| 1992 | KBS      | 《有太陽的日子》               | 刀盤（崔亨萬） | 主演     | 姜仁德、金成鈴、金盛煥                 |                 |
| 1992 | KBS      | 《野菊花》                     | 奇訓           | 主演     | 元美京、吳賢慶、孫暢敏、金永哲         |                 |
| 1992 | KBS      | 《沒有早晨之星》               | 石宇/炳浩      | 主演     | 金慧利、太民永                         |                 |
| 1993 | KBS      | 《倖存的悲傷》                 | 李子明         | 主演     | 羅賢姬、申允廷                         |                 |
| 1994 | KBS      | 《員警》                       | 吳慧成         | 主演     | 金浩鎮、李丞涓、嚴正化                 |                 |
| 1994 | KBS      | 《愛的香氣》                   | 俊浩           | 主演     | 崔真實、全道嬿                         |                 |
| 1995 | KBS      | 《風之子》                     | 弘飈           | 主演     | 金喜善、申鉉濬                         |                 |
| 1995 | SBS      | 《車神傳說》                   | 姜東俊         | 主演     | 崔真實、鄭雨盛、李英愛                 |                 |
| 1997 | SBS      | 《浪漫風暴》（又譯：美麗的她） | 關永豪         | 主演     | 沈银河、宋承憲                         |                 |
| 1997 | SBS      | 《我願》                       |                | 友情客串 | 沈銀河                                 | 獨幕劇（第3集） |
| 1997 | SBS      | 《玫瑰之淚》                   |                | 主演     |                                        |                 |
| 1998 | SBS      | 《白晝3.98》                   | 京彬           | 主演     | 沈银河、崔民秀、申鉉濬、李政宰         |                 |
| 1999 | SBS      | 《莎麗回來了》                 | 咖啡館代表理事 | 主演     |                                        | 獨幕劇          |
| 1999 | SBS      | 《KAIST》                      |                | 友情客串 |                                        | 大型群戲        |
| 1999 | SBS      | 《向日葵》                     | 泰成           | 主演     | 李丞涓、金宣兒                         |                 |
| 1999 | SBS      | 《Happy Together》             | 徐泰楓         | 主演     | 宋承憲、全智賢、車太鉉、金荷娜         |                 |
| 1999 | SBS      | 《Love Story》                 | 泰聖           | 主演     | 宋承憲、金賢珠、崔志宇                 |                 |
| 2001 | SBS      | 《遠行》                       | 雨錫           | 主演     | 蘇志燮、朴真希、南日宇                 |                 |
| 2001 | SBS      | 《美麗的日子》                 | 李民哲         | 主演     | 崔志宇、柳時元、申敏兒、李貞賢         |                 |
| 2003 | SBS      | 《》                           | 金仁賀         | 主演     | 宋慧喬、池晟                           |                 |
| 2009 | KBS      | 《》                           | 金賢俊         | 主演     | 金泰希、金素妍、鄭俊鎬、金永哲         |                 |
| 2011 | CX       | 《外交官 黑田康作》            | JOHN           | 特別出演 | 織田裕二、柴崎幸                       |                 |
| 2018 | tvN      | 《陽光先生》                   | 崔宥鎮         | 主演     | 金泰梨、柳演錫、卞約漢、金玟廷         |                 |
| 2021 | Netflix  | 《魷魚遊戲》                   | 黃仁昊         | 特別出演 | 李政宰、朴海秀、吳永洙、魏嘏雋         |                 |
| 2022 | tvN      | 《我們的藍調時光》             | 李東昔         | 主演     | 申敏兒、金惠子、車勝元、李姃垠、高斗心 | 單元劇          |
| 2024 | Netflix  | 《魷魚遊戲2》                  | 黃仁昊/寧一    | 主演     | 李政宰、朴圭瑛、魏嘏雋、任時完、姜河那 |                 |
| 2025 | Netflix  | 《魷魚遊戲3》                  | 黃仁昊/寧一    | 主演     | 李政宰、朴圭瑛、魏嘏雋、任時完、姜河那 |                 |
| 不明 |          | 《HERE》                       |                |          | 韓志旼、南柱赫、申敏兒                 | 無限期推遲拍攝  |

### 電影
| 年份 | 產地             | 片名                                    | 飾演角色       | 性質     | 導演                     | 合作演員                                                                      | 備註              |
| 1995 | 韓國             | 《是誰讓我發瘋》                        | 李宗斗         | 主演     | Im-seo Gu                | 崔真實、嚴孝燮、金藝玲、崔鍾元                                                |                   |
| 1995 | 韓國             | 《漢城大逃亡》                          | 李松浩         | 主演     | 金性洙                   | 鄭鬥洪、張世鎮、張東稷                                                        | [ 111 ]           |
| 1996 | 韓國             | 《他們的世界》                          | 愛             | 主演     | 李鐘宰                   | 劉五性、鄭善敬、朴根瀅、宋玉淑                                                | [ 112 ]           |
| 1997 | 韓國             | 《地上滿歌》                            | 朴宗满         | 主演     | 金熙哲                   | 崔學樂、鄭善敬、李凡秀                                                        | [ 113 ]           |
| 1999 | 韓國             | 《記憶中的風琴》                        | 修河           | 主演     | 李英在                   | 全道嬿、李美妍、申信愛、宋玉淑                                                |                   |
| 2000 | 韓國             | 《》                                    | 李壽赫         | 主演     | 朴贊郁                   | 李英愛、宋康昊、金太祐、申河均                                                |                   |
| 2001 | 韓國             | 《愛的蹦極》（港譯：情約笨豬跳）        | 徐仁宇         | 主演     | 金大承                   | 李恩宙                                                                        |                   |
| 2002 | 韓國             | 《中毒》（港譯：純愛中毒）              | 大真           | 主演     | 朴永勳                   | 李美妍                                                                        |                   |
| 2004 | 韓國、日本、香港 | 《三更2》                               | 劉智鎬         | 主演     | 陳果、三池崇史、朴贊郁   | 梁家輝、白靈、林元熙、楊千嬅                                                  | [ 114 ]           |
| 2004 | 韓國             | 《三姊妹的情人》                        | 崔修賢         | 主演     | 張賢洙                   | 崔志宇、金孝珍、秋相微                                                        | [ 115 ]           |
| 2005 | 韓國             | 《甜蜜人生》（又譯：不悔）              | 善宇           | 主演     | 金知雲                   | 申敏兒、黃晸珉、金永哲                                                        | [ 116 ]           |
| 2006 | 韓國             | 《那年夏天》                            | 尹錫英         | 主演     | 趙根植                   | 秀愛                                                                          |                   |
| 2007 | 日本             | 《HERO》                                | 姜敏宇         | 友情客串 | 鈴木雅之                 | 木村拓哉、松隆子                                                              | [ 117 ]           |
| 2008 | 韓國             | 《神偷．獵人．斷指客》                  | 朴昌邑         | 主演     | 金知雲                   | 宋康昊、鄭雨盛、嚴智媛                                                        |                   |
| 2009 | 美國（好萊塢）   | 《特種部隊：眼鏡蛇的崛起》              | 白             | 男配角   | 史蒂芬·桑莫              | 丹尼斯·奎德、查寧·塔圖、瑞秋·妮可絲                                           |                   |
| 2009 | 法國、美國       | 《幻雨追緝》                            | 蘇東坡         | 主演     | 陳英雄                   | 喬許·哈奈特、木村拓哉                                                         |                   |
| 2010 | 韓國             | 《IRIS: The Movie》                     | 金賢俊         | 主演     | 姜帝圭                   | 金泰希、金素妍、鄭俊鎬、金永哲                                                |                   |
| 2010 | 韓國             | 《The Influence》                       | W              | 主演     | 李才奎                   | 韓彩英                                                                        | 網路電影（共3集） |
| 2010 | 韓國             | 《看見魔鬼》                            | 金秀賢         | 主演     | 金知雲                   | 崔岷植                                                                        |                   |
| 2011 | 韓國             | 《分享視界》                            | 賢民           | 主演     | 楊允浩                   | 裴秀彬、金鎮根、李水京                                                        | [ 119 ]           |
| 2012 | 韓國             | 《》                                    | 光海君／夏善   | 主演     | 秋昌民                   | 柳承龍、韓孝周、張光、金吝勸、沈恩敬                                          |                   |
| 2013 | 美國（好萊塢）   | 《特種部隊2：正面對決》                 | 白             | 男配角   | 朱浩偉                   | 查寧·塔圖、阿諾德·沃斯洛、雷·帕克                                             |                   |
| 2013 | 美國（好萊塢）   | 《超危險特工2：狠戰》                   | 韓兆裴         | 男配角   | 迪恩·派瑞薩特            | 布魯斯·威利、約翰·馬可維奇、海倫·米蘭                                         |                   |
| 2015 | 韓國             | 《俠女：劍之記憶》                      | 德基／宋柳白   | 主演     | 朴興植                   | 全道嬿、金高銀                                                                | [ 120 ]           |
| 2015 | 韓國             | 《》                                    | 安尚久         | 主演     | 禹民鎬                   | 曹承佑、白潤植                                                                |                   |
| 2015 | 美國（好萊塢）   | 《魔鬼終結者：創世契機》                | T-1000         | 男配角   | 亞倫·泰勒                | 阿諾·史瓦辛格、艾蜜莉·克拉克、傑森·克拉克                                     |                   |
| 2016 | 美國（好萊塢）   | 《藥命真相》（又譯：瀆職）              | 會計師         | 主演     | Simon Boyes、Adam Mason  | 安東尼·霍普金斯、艾爾·帕西諾                                                  |                   |
| 2016 | 美國（好萊塢）   | 《絕地7騎士》                           | Billy Rocks    | 男配角   | 安東尼·法奎              | 丹佐·華盛頓、克里斯·普瑞特、伊森·霍克                                         | [ 121 ]           |
| 2016 | 韓國             | 《密探》                                | 鄭彩山         | 友情客串 | 金知雲                   | 宋康昊、孔劉                                                                  | [ 122 ]           |
| 2016 | 韓國             | 《》                                    | 陳賢弼         | 主演     | 曹義錫                   | 姜棟元、金宇彬、嚴志媛、吳達洙                                                | [ 123 ]           |
| 2017 | 韓國             | 《單身騎士》                            | 姜在勳         | 主演     | 李周映                   | 孔曉振、安昭熙                                                                | [ 124 ]           |
| 2017 | 韓國             | 《南漢山城》                            | 崔鳴吉         | 主演     | 黃東赫                   | 金允錫、朴海日、高洙                                                          |                   |
| 2018 | 韓國             | 《》                                    | 金祖河         | 主演     | 崔成賢                   | 尹汝貞、朴正民                                                                |                   |
| 2019 | 韓國             | 《》                                    | 李俊平         | 主演     | 李海準、金丙書           | 河正宇、馬東石、田慧振、裴秀智                                                |                   |
| 2020 | 韓國             | 《南山的部長們》                        | 金載圭         | 主演     | 禹民鎬                   | 李聖旻、郭到元、李熙俊、金素辰                                                |                   |
| 2022 | 韓國             | 《緊急迫降》                            | 朴在赫         | 主演     | 韓在林                   | 宋康昊、全道嬿、金南佶、任時完                                                |                   |
| 2023 | 韓國             | 《》                                    | 金煐卓／牟世範 | 主演     | 嚴泰華                   | 朴敘俊、朴寶英、金善映、朴持厚                                                |                   |
| 2025 | 韓國             | 《终极对弈》（又譯：勝負）              | 曹薰铉         | 主演     | 金亨柱                   | 劉亞仁                                                                        |                   |
| 2025 | 美國（Netflix）  | 《K-pop 獵魔女團》                      |                | 配音     | 瑪姬·康、克里斯·艾伯翰斯 | 趙雅頓、安孝燮、洪梅、柳智英、金倫珍、喬爾·金·布斯特、萊莎·寇希、金大賢、鄭肯 | [ 125 ]           |
| 2025 | 韓國             | 《萬王之王The King of Kings》（韓國版） | 查爾斯·狄更斯  | 配音     | 張誠浩（Seong-ho Jang）  |                                                                               |                   |
| 2025 | 韓國             | 《無可奈何》                            | 柳萬秀         |          | 朴贊郁                   | 孫藝真、朴喜洵、李星民、廉惠蘭、車勝元、柳演錫                                |                   |
| 不明 | 美國（Netflix）  | 《I Believe In A Thing Called Love》    |                | 監製     |                          |                                                                               | 監製＋可能參演    |

## 音樂作品

### 原聲帶OST/EP
| 發行年份 | 專輯名稱                            | 演唱者                                               | 歌名                                          | 備註 |
| 1993年   | 《明天的愛情》OST （내일은 사랑）   | 李炳憲、朴素賢                                       | 둘만의 세상                                   | OST  |
| 1993年   | 《明天的愛情》OST （내일은 사랑）   | 李炳憲、朴素賢、이경심、金政均、韓奎、李智型、金炫我 | 우리는 하나                                   | OST  |
| 1999年   | 《To Me》                           | 李炳憲                                               | 사랑하는 사람이 생겼습니다（＊TITLE）         | EP   |
| 1999年   | 《To Me》                           | 李炳憲                                               | Tears                                         | EP   |
| 1999年   | 《To Me》                           | 李炳憲                                               | 이렇게 우리 곁에 없는 채로                    | EP   |
| 1999年   | 《To Me》                           | 李炳憲                                               | 이연(異緣)                                    | EP   |
| 1999年   | 《To Me》                           | 李炳憲                                               | Tears (Sound Ver.)                            | EP   |
| 1999年   | 《To Me》                           | 李炳憲                                               | 허락되지 않은 사랑                            | EP   |
| 1999年   | 《To Me》                           | 李炳憲                                               | 때로는 우리가                                 | EP   |
| 1999年   | 《To Me》                           | 李炳憲                                               | Tears Ⅱ                                       | EP   |
| 1999年   | 《To Me》                           | 李炳憲                                               | Instrumental                                  | EP   |
| 2001年   | 《愛的蹦極》OST （번지점프를 하다） | 李炳憲、金煙雨、李恩宙                               | End Title 오 그대는 아름다운 여인 (Variation) | OST  |
| 2001年   | 《美麗的日子》OST （아름다운 날들） | 李炳憲                                               | 마지막 사랑을 위하여                          | OST  |

### 參演MV
| 年份 | 歌手   | 歌曲           | 合作藝人                 | 備註    |
| 1998 | 曹誠模 | 《不朽的愛情》 | 與金勝友、黃秀貞、金廷恩 | [ 127 ] |
| 1998 | 曹誠模 | 《To Heaven》  | 與金荷娜                 | [ 128 ] |
| 2017 | PSY    | 《I LUV IT》   | 與古坂大魔王             | [ 129 ] |

## 演技及特點
李炳憲以著極其出色的演技而聞名。
作為一名演員，普遍可以認為他具備了演員應有的一切，比如適合各種角色的面容、厚重洪亮的嗓音，根據不同設定而變化的聲線、以及細膩的演技。他的表演範圍深而廣，能夠消化包括情節劇、黑幫、愛情、動作、歷史劇等所有類型，從殺手到喜劇演員、市井攤販到政治精英各種角色設定，他表演過多種不同樣貌。
與他合作過的韓國演員郭到元曾提道：「其他演員在演戲的時候，難免會看到他們日常生活中的樣子，但李炳憲卻感覺不到。」
多元的表演變化，使得李炳憲能夠在任何戲劇或電影中扮演角色，並在每部作品中都能夠展現出完全不同的演技、角色的演繹。特別是中低音乾淨利落的嗓音和發聲非常具有優勢，這一點在中的光海君、《陽光先生》中的崔宥鎮等眾多角色中都有體現。此外，他獨特的眼神演技，無需對話就能巧妙地流露出情感的表演卓爾不群。
演員中，有很多在多部影視作品中飾演相似角色的情况，李炳憲的每個角色皆以不同的表演處理，演技光譜相當廣。例如，中的光海君和河善、《俠女：劍之記憶》中的宋柳白、《南漢山城》中的崔鳴吉，比較這四個歷史劇角色，他完美地展現出了完全不同的人物性格。同為黑幫類型的電影《甜蜜人生》的善宇和的安尚久兩者進行對比，可以看出兩角有著明顯的區別，遭遇委屈而崩潰的黑社會和性格直朗的黑社會，角色性格截然不同。
演員們在選擇作品時一定程度上都有自己的信念。有演員無條件地堅持大製作電影或看似成功的電影，或是堅持只做主演的演員，也有喜歡特定題材或不確定自己是否適合角色而拒絕的演員。而李炳憲選擇作品的標準大部分是「劇本是否有趣」，對此，他曾在採訪中提到「選擇作品時，我首先看的是故事。最重要的一點是它的說服力和娛樂性，然後再看（我將扮演的）角色。」所以在選擇作品的時候，比起有計劃性的，不如説更多的是即興的選擇。
比如2015年，禹民鎬導演往年的電影作品評價不好，不過李炳憲被劇本打動，所以欣然接受了頂級明星不出演的的出演請求，隨著他的加入其他演員也被邀請出演，電影團隊得以擴大成長，李炳憲在其中提供了許多角色心態轉換、動作細節的建議，使得角色變得更加鮮活及立體化，電影最終取得了成功。
當談論起李炳憲的電影作品時，《愛的蹦極》這部作品是無法被忽略的。在片中，少見地可以看到李炳憲不修邊幅的青年演技和性格鮮明的中年演技，兩者角色絲毫不重疊，無可挑剔，是一部討論李炳憲愛情演技時不可缺少的作品。
此外，2017年出演了因預算較低而比商業片更偏向獨立電影的《單身騎士》（姜在勳導演的處女作），後於2018年憑藉大製作劇《陽光先生》回歸電視銀幕，李炳憲在選擇作品上沒有被什麼信念所束縛，所以往往無法預測他下一部會飾演什麼角色。
雖然因為個人私生活引發了許多爭議，但他憑藉著演技幾乎結束了非議，在韓國許多人評價他擁有“魔鬼的才能”。從他華麗豐富的獲獎紀錄中，可以看出他在演戲這個領域，除了與生俱來的天賦外，也付出了大量的努力去鑽研，在韓國的演員中屬於頂尖的演技。特別是他的外語能力豐富，尤其英語演技在韓國最頂級的演員中可謂擁有壓倒性地優勢。儘管不是出生在英美地區，也沒有在國外留學的經驗，但他在演員生涯中利用業餘時間學習，就此掌握了流利的英語。在好萊塢出演的作品中，他說著美式英語毫無困難；在偽裝成菲律賓居民的電影中使用了Taglish（菲律賓英語）；在以 1970 年代韓國為背景的《南山的部長們》中使用了konglish（韓式英語），李炳憲非常善於根據背景和角色調整口音細節，將不同的語調融入到演技中，這便是他演戲的細膩之處。
參考材料：

## 獲獎紀錄

### 按年份列出個人獎項
| 年份   | 頒獎典禮                                         | 類別                                       | 作品                              | 獎項                      | 結果 |
| ------ | ------------------------------------------------ | ------------------------------------------ | --------------------------------- | ------------------------- | ---- |
| 1992年 | KBS演技大獎                                      | 戲劇                                       | 明天的愛情                        | 最佳男新人獎              | 獲獎 |
| 1992年 | KBS演技大獎                                      | 戲劇                                       | 有太陽的日子                      | 最佳男新人獎              | 獲獎 |
| 1992年 | KBS演技大獎                                      | 戲劇                                       | 沒有早晨之星                      | 最佳男新人獎              | 獲獎 |
| 1993年 | KBS演技大獎                                      | 戲劇                                       | 野菊花                            | 男子優秀演技獎            | 獲獎 |
| 1993年 | KBS演技大獎                                      | 戲劇                                       | 倖存的悲傷                        | 男子優秀演技獎            | 獲獎 |
| 1995年 | 第6屆 春史電影獎                                 | 電影                                       | 是誰讓我發瘋                      | 新人演技獎                | 獲獎 |
| 1995年 | KBS演技大獎                                      | 戲劇                                       | 風之子                            | 男子優秀演技獎            | 獲獎 |
| 1995年 | KBS演技大獎                                      | 戲劇                                       | 風之子                            | 最佳男演員獎              | 提名 |
| 1995年 | 第4屆 韓國最受歡迎演藝大賞                       | 戲劇                                       | 風之子                            | 最佳男主角獎              | 獲獎 |
| 1996年 | 第32屆 韓國百想藝術大賞                          | 戲劇                                       | 風之子                            | 男子最優秀演技獎          | 獲獎 |
| 1996年 | 第34屆 韓國電影大鐘獎                            | 電影                                       | 漢城大逃亡                        | 最佳新人男演員獎          | 獲獎 |
| 1996年 | 第19屆 黃金攝影獎                                | 電影                                       | 漢城大逃亡                        | 新人男主角獎              | 獲獎 |
| 2000年 | 韓國                                             |                                            |                                   | 韓國十大魅力男星          | 獲獎 |
| 2000年 | 第37屆 韓國電影大鐘獎                            | 電影                                       | 記憶中的風琴                      | 最佳男主角獎              | 提名 |
| 2000年 | 第14屆 平壤國際電影節                            | 電影                                       | 記憶中的風琴                      | 最佳男演員獎              | 獲獎 |
| 2000年 | 第21屆 韓國青龍電影獎                            | 電影                                       |                                   | 最佳男主角獎              | 提名 |
| 2000年 | 釜山國際影展 暨 第1屆 釜山電影評論家協會獎       | 電影                                       | 最佳男演員獎                      | 獲獎                      |      |
| 2001年 | 第38屆 韓國電影大鐘獎                            | 電影                                       | 人氣男演員獎                      | 獲獎                      |      |
| 2001年 | 第24屆 黃金攝影獎                                | 電影                                       | 最受歡迎男演員獎                  | 獲獎                      |      |
| 2001年 | 第22屆 韓國青龍電影獎                            | 電影                                       | 愛的蹦極                          | 最佳男主角獎              | 提名 |
| 2001年 | 第22屆 韓國青龍電影獎                            | 電影                                       | 愛的蹦極                          | 人氣明星獎                | 獲獎 |
| 2001年 | 第28屆 韓國廣播協會大獎                          | 戲劇                                       | 美麗的日子                        | 最受歡迎演員獎            | 獲獎 |
| 2001年 | 第8屆 SBS演技大賞                                | 戲劇                                       | 美麗的日子                        | 十大明星賞                | 獲獎 |
| 2001年 | 第8屆 SBS演技大賞                                | 戲劇                                       | 美麗的日子                        | SBSi賞                    | 獲獎 |
| 2002年 | 第3屆 大韓民國影像大展                           | 戲劇                                       | 美麗的日子                        | 最上鏡頭獎                | 獲獎 |
| 2002年 | 第23屆 韓國青龍電影獎                            | 電影                                       | 中毒                              | 最佳男主角獎              | 提名 |
| 2002年 | 第39屆 韓國電影大鐘獎                            | 電影                                       | 中毒                              | 最佳男主角獎              | 提名 |
| 2003年 | 第39屆 韓國百想藝術大賞                          | 戲劇                                       |                                   | 男子最優秀演技獎          | 獲獎 |
| 2003年 | 第10屆 SBS演技大賞                               | 戲劇                                       | 十大明星賞                        | 獲獎                      |      |
| 2003年 | 第10屆 SBS演技大賞                               | 戲劇                                       | 大賞                              | 獲獎                      |      |
| 2003年 | 第30屆 韓國廣播協會大獎                          | 戲劇                                       | 最佳演技獎                        | 獲獎                      |      |
| 2005年 | 第26屆 韓國青龍電影獎                            | 電影                                       | 甜蜜人生                          | 最佳男主角獎              | 提名 |
| 2005年 | 第42屆 韓國電影大鐘獎                            | 電影                                       | 甜蜜人生                          | 最佳男主角獎              | 提名 |
| 2005年 | 第13屆 春史電影獎                                | 電影                                       | 甜蜜人生                          | 最佳男主角獎              | 獲獎 |
| 2005年 | 第25屆 韓國電影評論家協會獎                      | 電影                                       | 甜蜜人生                          | 最佳男演員獎              | 獲獎 |
| 2006年 | 第42屆 韓國百想藝術大賞                          | 電影                                       | 甜蜜人生                          | 男子最優秀演技獎          | 獲獎 |
| 2006年 | 第14屆 春史電影獎                                |                                            |                                   | 韓流文化大獎              | 獲獎 |
| 2006年 | 法國文化部                                       |                                            |                                   | 法國文化藝術騎士勳章      | 獲獎 |
| 2006年 | 美國綠色地球獎                                   | “過去10年亞洲10位最佳國際演員”之一         | 獲獎                              |                           |      |
| 2007年 | 第15屆 春史電影獎                                | 電影                                       | 那年夏天                          | 最佳男主角獎              | 提名 |
| 2008年 | 第29屆 韓國青龍電影獎                            | 電影                                       | 神偷．獵人．斷指客                | 最佳男主角獎              | 提名 |
| 2009年 | 第3屆 亞洲電影大獎                               | 電影                                       | 神偷．獵人．斷指客                | 最佳男配角獎              | 提名 |
| 2009年 | 第30屆 韓國青龍電影獎                            | 電影                                       | 特種部隊：眼鏡蛇的崛起            | 人氣明星獎                | 獲獎 |
| 2009年 | 第10屆 韓國國會大獎                              |                                            |                                   | 特別獎                    | 獲獎 |
| 2009年 | 第4屆 Audi A-Awards                              | 年度人物代表獎                             | 獲獎                              |                           |      |
| 2009年 | KBS演技大獎                                      | 戲劇                                       |                                   | 大賞                      | 獲獎 |
| 2009年 | KBS演技大獎                                      | 戲劇                                       | 網民人氣獎                        | 獲獎                      |      |
| 2009年 | KBS演技大獎                                      | 戲劇                                       | 最佳CP獎(與金泰希)                | 獲獎                      |      |
| 2009年 | KBS演技大獎                                      | 戲劇                                       | 最佳男演員獎                      | 提名                      |      |
| 2009年 | KBS演技大獎                                      | 戲劇                                       | 中長劇男子優秀演技獎              | 提名                      |      |
| 2010年 | 第46屆 韓國百想藝術大賞                          | 戲劇                                       | 男子最優秀演技獎                  | 獲獎                      |      |
| 2010年 | 東京國際電視劇節                                 | 戲劇                                       | 亞洲最佳演員獎                    | 獲獎                      |      |
| 2010年 | 第5屆 首爾國際電視節                             | 戲劇                                       | 最佳男演員獎                      | 獲獎                      |      |
| 2010年 | 第1屆 首爾文化藝術大獎                           | 戲劇                                       | 電視劇演員大獎                    | 獲獎                      |      |
| 2010年 | 第3屆 韓國電視劇節                               | 戲劇                                       | 最佳男主角獎                      | 提名                      |      |
| 2010年 | 第9屆 韓國輿論人聯合會“引以為榮的韓國人大奬”     | 電影                                       | 特種部隊：眼鏡蛇的崛起 / 幻雨追緝 | 電影演技大獎              | 獲獎 |
| 2010年 | 第5屆 亞太製片人協會（APN）大典“亞洲電影印象”    | 電影                                       | 特種部隊：眼鏡蛇的崛起            | 最佳男演員獎              | 獲獎 |
| 2010年 | 第2屆 日本旅遊廳長官頒獎典禮（國土交通省旅遊廳） |                                            |                                   | 旅遊宣傳功勞獎            | 獲獎 |
| 2010年 | 第5屆 亞洲模特大獎                               | 亞洲明星獎                                 | 獲獎                              |                           |      |
| 2010年 | 亞太觀光協會“觀光影像部門”                       | 最優秀觀光影像獎                           | 獲獎                              |                           |      |
| 2010年 | 第14屆 全球華語榜中榜 暨 亞洲影響力大典          | 亞洲演繹突出貢獻獎                         | 獲獎                              |                           |      |
| 2010年 | 首爾國際旅遊大獎                                 | 藝人部門 最優秀國內名人獎                  | 獲獎                              |                           |      |
| 2010年 | 韓國最高時尚盛典"Style Icon"                     | 最高大獎年度時尚偶像獎                     | 獲獎                              |                           |      |
| 2010年 | Green Planet Movie Awards                        | 10 Best International Actors of the Decade | 獲獎                              |                           |      |
| 2010年 | 第31屆 韓國青龍電影獎                            | 電影                                       | 看見魔鬼                          | 最佳男主角獎              | 提名 |
| 2010年 | 第47屆 韓國電影大鐘獎                            | 電影                                       | 看見魔鬼                          | 最佳男主角獎              | 提名 |
| 2010年 | 第19屆 釜日電影獎                                | 電影                                       | 看見魔鬼                          | 最佳男主角獎              | 提名 |
| 2011年 | 第47屆 韓國百想藝術大賞                          | 電影                                       | 看見魔鬼                          | 男子最優秀演技獎          | 提名 |
| 2011年 | 第47屆 韓國百想藝術大賞                          | 電影                                       | 看見魔鬼                          | 最高榮譽大賞              | 獲獎 |
| 2011年 | 第3屆 3D KIFF韓國國際電影節                      | 電影                                       | 分享視界                          | 短篇大獎                  | 獲獎 |
| 2011年 | 第2屆 韓國大眾文化藝術獎                         |                                            |                                   | 總統表彰獎                | 獲獎 |
| 2011年 | 聯合國兒童基金會 日本委員會                      | 感謝獎                                     | 獲獎                              |                           |      |
| 2012年 | 韓國電影演員協會                                 | 功勞獎                                     | 獲獎                              |                           |      |
| 2012年 | 第7屆 Audi A-Awards                              | 年度人物代表獎                             | 獲獎                              |                           |      |
| 2012年 | 亞太電影博覽會（CineAsia）                       | 電影                                       | 特種部隊2：正面對決               | 年度之星獎                | 獲獎 |
| 2012年 | 第33屆 韓國青龍電影獎                            | 電影                                       |                                   | 最佳男主角獎              | 提名 |
| 2012年 | 第49屆 韓國電影大鐘獎                            | 電影                                       | 最佳男主角獎                      | 獲獎                      |      |
| 2012年 | 第49屆 韓國電影大鐘獎                            | 電影                                       | 豐田人氣獎                        | 獲獎                      |      |
| 2012年 | 第16屆 Cine21電影獎                              | 電影                                       | 年度男演員獎                      | 獲獎                      |      |
| 2012年 | 第13屆 釜山電影評論家協會獎                      | 電影                                       | 最佳演技獎                        | 獲獎                      |      |
| 2013年 | 第49屆 韓國百想藝術大賞                          | 電影                                       | 男子最優秀演技獎                  | 提名                      |      |
| 2013年 | 第22屆 釜日電影獎                                | 電影                                       | 最佳男主角獎                      | 提名                      |      |
| 2013年 | 第55屆 亞太影展                                  | 電影                                       | 最佳男主角獎                      | 提名                      |      |
| 2013年 | 第7屆 亞洲電影大獎                               | 電影                                       | 最佳男主角獎                      | 提名                      |      |
| 2013年 | 第17屆 富川國際奇幻電影節                        | 電影                                       | 製片人選擇獎                      | 獲獎                      |      |
| 2013年 | 第9屆 華鼎獎                                     |                                            |                                   | 最佳海外演員獎            | 獲獎 |
| 2013年 | 第34屆 韓國青龍電影獎                            |                                            | 超危險特工2：狠戰                 | 人氣明星獎                | 獲獎 |
| 2014年 | 美國亞洲協會 韓國中心                            |                                            |                                   | 文化外交獎                | 獲獎 |
| 2016年 | 第52屆 韓國百想藝術大賞                          | 電影                                       |                                   | 男子最優秀演技獎          | 獲獎 |
| 2016年 | 第37屆 韓國青龍電影獎                            | 電影                                       | 最佳男主角獎                      | 獲獎                      |      |
| 2016年 | 第53屆 韓國電影大鐘獎                            | 電影                                       | 最佳男主角獎                      | 獲獎                      |      |
| 2016年 | 第21屆 春史電影獎                                | 電影                                       | 最佳男主角獎                      | 提名                      |      |
| 2016年 | 第25屆 釜日電影獎                                | 電影                                       | 最佳男主角獎                      | 獲獎                      |      |
| 2016年 | 第10屆 亞洲電影大獎                              | 電影                                       | 最佳男主角獎                      | 獲獎                      |      |
| 2016年 | 第3屆 韓國電影製作人協會獎                       | 電影                                       | 最佳男主角獎                      | 獲獎                      |      |
| 2016年 | 第16屆 韓國導演選擇獎                            | 電影                                       | 最佳男演員獎                      | 獲獎                      |      |
| 2016年 | 第36屆 韓國電影評論家協會獎                      | 電影                                       | 亞洲之星獎                        | 獲獎                      |      |
| 2016年 | 第15屆 紐約亞洲電影節                            | 電影                                       | 亞洲之星獎                        | 獲獎                      |      |
| 2016年 | 第5屆 APAN Star Awards                           |                                            | Hallyu Global Star Award          | 獲獎                      |      |
| 2016年 | 第4屆 Marie Claire亞洲明星盛典                   | 年度男演員獎                               | 獲獎                              |                           |      |
| 2016年 | 第4屆 韓國電影演員協會“明星之夜”                 |                                            | 韓國頂級明星獎                    | 獲獎                      |      |
| 2016年 | 第20屆 Cine21電影獎                              | 電影                                       | 萬惡新世界、密探、絕地7騎士       | 年度男演員獎              | 獲獎 |
| 2017年 | 第53屆 韓國百想藝術大賞                          | 電影                                       |                                   | 男子最優秀演技獎          | 提名 |
| 2017年 | 第38屆 韓國青龍電影獎                            | 電影                                       | 南漢山城                          | 最佳男主角獎              | 提名 |
| 2018年 | 第55屆 韓國電影大鐘獎                            | 電影                                       | 南漢山城                          | 最佳男主角獎              | 提名 |
| 2018年 | 第23屆 春史電影獎                                | 電影                                       | 南漢山城                          | 最佳男主角獎              | 提名 |
| 2018年 | 第27屆 釜日電影獎                                | 電影                                       | 南漢山城                          | 男子人氣獎                | 提名 |
| 2018年 | 第1屆 The Seoul Awards                           | 電影                                       | 南漢山城                          | 最佳電影男主角獎          | 提名 |
| 2018年 | 第1屆 The Seoul Awards                           | 電影                                       | 提名                              | 最佳電影男主角獎          |      |
| 2018年 | 第38屆 黃金攝影獎                                | 電影                                       | 演技大賞                          | 獲獎                      |      |
| 2018年 | 第3屆 AAA 亞洲明星盛典                           |                                            |                                   | 韓國觀光公社感謝牌        | 獲獎 |
| 2018年 | 第5屆 APAN Star Awards                           | 戲劇                                       | 陽光先生                          | 大賞                      | 獲獎 |
| 2018年 | 第2屆 The Seoul Awards                           | 戲劇                                       | 陽光先生                          | 男子最優秀演技賞          | 獲獎 |
| 2018年 | 第3屆 AAA 亞洲明星盛典                           | 戲劇                                       | 陽光先生                          | 演員部門大賞              | 獲獎 |
| 2018年 | 第3屆 AAA 亞洲明星盛典                           | 戲劇                                       | 陽光先生                          | 演員部門年度藝人          | 獲獎 |
| 2018年 | 第3屆 AAA 亞洲明星盛典                           | 戲劇                                       | 陽光先生                          | AAA Fabulous獎            | 獲獎 |
| 2018年 | 第3屆 AAA 亞洲明星盛典                           | 戲劇                                       | 陽光先生                          | 韓國觀光公社感謝牌        | 獲獎 |
| 2018年 | 第3屆 AAA 亞洲明星盛典                           | 戲劇                                       | 陽光先生                          | 男演員人氣獎              | 提名 |
| 2018年 | 第38屆 黃金攝影獎                                | 戲劇                                       | 陽光先生                          | 演技大賞                  | 獲獎 |
| 2018年 | 第11屆 韓國電視劇節                              | 戲劇                                       | 陽光先生                          | 大賞                      | 提名 |
| 2018年 | Soompi獎                                         | 戲劇                                       | 陽光先生                          | 年度最佳男演員獎          | 提名 |
| 2019年 | 第55屆 韓國百想藝術大賞                          | 戲劇                                       | 陽光先生                          | 男子最優秀演技獎          | 獲獎 |
| 2020年 | 第56屆 韓國電影大鐘獎                            | 電影                                       |                                   | 最佳男主角獎              | 獲獎 |
| 2020年 | 第25屆 韓國消費者日盛典                          | 電影                                       |                                   | 2020年觀眾票選年度男演員  | 獲獎 |
| 2020年 | 第56屆 韓國百想藝術大賞                          | 電影                                       | 南山的部長們                      | 男子最優秀演技獎          | 獲獎 |
| 2020年 | 第25屆 春史電影獎                                | 電影                                       | 南山的部長們                      | 最佳男主角獎              | 獲獎 |
| 2020年 | 第29屆 釜日電影獎                                | 電影                                       | 南山的部長們                      | 最佳男主角獎              | 獲獎 |
| 2020年 | 第14屆 亞洲電影大獎                              | 電影                                       | 南山的部長們                      | 最佳男主角獎              | 獲獎 |
| 2020年 | 第15屆 韓國大學電影節                            | 電影                                       | 南山的部長們                      | 最佳男主角獎              | 獲獎 |
| 2020年 | 第40屆 韓國電影評論家協會獎                      | 電影                                       | 南山的部長們                      | 最佳男主角獎              | 獲獎 |
| 2020年 | 第10屆 美麗藝術人賞                              | 電影                                       | 南山的部長們                      | 電影藝術人賞              | 獲獎 |
| 2020年 | 第17屆 MAX MOVIE 最佳電影獎                      | 電影                                       | 南山的部長們                      | 最佳男演員獎              | 獲獎 |
| 2020年 | 第10屆 SACF 年度藝術家獎                         |                                            | 南山的部長們                      | 傑出電影藝術家獎          | 獲獎 |
| 2021年 | 第41屆 韓國青龍電影獎                            | 電影                                       | 南山的部長們                      | 最佳男主角獎              | 提名 |
| 2021年 | 第15屆 亞洲電影大獎                              | 電影                                       |                                   | 卓越亞洲電影人大獎        | 獲獎 |
| 2021年 | 美國亞洲協會創變者獎                             | 電影                                       | 亞洲創變者獎                      | 獲獎                      |      |
| 2022年 | 第20屆 韓國導演選擇獎                            | 電影                                       | 南山的部長們                      | 年度最佳男演員獎          | 獲獎 |
| 2022年 | 第43屆 韓國青龍電影獎                            | 電影                                       | 緊急迫降                          | 最佳男主角獎              | 提名 |
| 2022年 | 第58屆 韓國電影大鐘獎                            | 電影                                       | 緊急迫降                          | 最佳男主角獎              | 提名 |
| 2023年 | KBS韓國廣播公司                                  |                                            |                                   | “讓KBS發光的50人”之一     | 獲獎 |
| 2023年 | 第59屆 韓國百想藝術大賞                          | 戲劇                                       | 我們的藍調時光                    | 男子最優秀演技獎          | 提名 |
| 2023年 | 第32屆 釜日電影獎                                | 電影                                       |                                   | 最佳男主角獎              | 獲獎 |
| 2023年 | 第9屆 Marie Claire亞洲明星盛典                   | 電影                                       | 年度男演員獎                      | 獲獎                      |      |
| 2023年 | 第59屆 韓國電影大鐘獎                            | 電影                                       | 最佳男主角獎                      | 獲獎                      |      |
| 2023年 | 第44屆 韓國青龍電影獎                            | 電影                                       | 最佳男主角獎                      | 獲獎                      |      |
| 2023年 | 第28屆 春史電影獎                                | 電影                                       | 最佳男主角獎                      | 提名                      |      |
| 2024   | 第60屆百想藝術大獎                               | 電影                                       | 電影部門 男子最優秀演技獎         | 提名                      |      |
| 2024   | 第22屆 韓國導演選擇獎                            | 電影                                       | 年度最佳男演員獎                  | 獲獎                      |      |
| 2025   | 第4屆青龍系列大獎                                | 戲劇                                       | 魷魚遊戲2                         | 電視劇部門 男主角賞       | 提名 |
| 2025   | 第61屆百想藝術大賞                               | 電影                                       | 終極對弈                          | 電影部門 男子最優秀演技獎 | 提名 |
| 2025   | 第23屆 韓國導演選擇獎                            | 電影                                       | 終極對弈                          | 年度最佳男演員獎          | 獲獎 |
| 2025   | 第34屆 釜日電影獎                                | 電影                                       | 終極對弈                          | 電影部門 男子最優秀演技獎 | 待定 |
| 2025   | 第50屆多倫多國際電影節                           |                                            |                                   | 特別貢獻獎                | 獲獎 |

### 按類別列出個人獎項

#### 韓國百想藝術大賞
| 年份   | 頒獎典禮                | 類別 | 作品                 | 獎項             | 結果 |  |
| ------ | ----------------------- | ---- | -------------------- | ---------------- | ---- |  |
| 1996年 | 第32屆 韓國百想藝術大賞 | 戲劇 | 風之子               | 男子最優秀演技獎 | 獲獎 |  |
| 2003年 | 第39屆 韓國百想藝術大賞 | 戲劇 |                      | 男子最優秀演技獎 | 獲獎 |  |
| 2006年 | 第42屆 韓國百想藝術大賞 | 電影 | 甜蜜人生             | 男子最優秀演技獎 | 獲獎 |  |
| 2010年 | 第46屆 韓國百想藝術大賞 | 戲劇 |                      | 男子最優秀演技獎 | 獲獎 |  |
| 2011年 | 第47屆 韓國百想藝術大賞 | 電影 | 看見魔鬼             | 男子最優秀演技獎 | 提名 |  |
| 2011年 | 第47屆 韓國百想藝術大賞 | 電影 | 看見魔鬼             | 最高榮譽大賞     | 獲獎 |  |
| 2013年 | 第49屆 韓國百想藝術大賞 | 電影 |                      | 男子最優秀演技獎 | 提名 |  |
| 2016年 | 第52屆 韓國百想藝術大賞 | 電影 |                      | 男子最優秀演技獎 | 獲獎 |  |
| 2017年 | 第53屆 韓國百想藝術大賞 | 電影 |                      | 男子最優秀演技獎 | 提名 |  |
| 2019年 | 第55屆 韓國百想藝術大賞 | 戲劇 | 陽光先生             | 男子最優秀演技獎 | 獲獎 |  |
| 2020年 | 第56屆 韓國百想藝術大賞 | 電影 | 南山的部長們         | 男子最優秀演技獎 | 獲獎 |  |
| 2023年 | 第59屆 韓國百想藝術大賞 | 戲劇 | 我們的藍調時光       | 男子最優秀演技獎 | 提名 |  |
| 2024年 | 第60屆百想藝術大獎      | 電影 | 水泥烏托邦：末日浩劫 | 男子最優秀演技獎 | 提名 |  |
| 2025年 | 第61屆百想藝術大獎      | 電影 | 終極對弈             | 男子最優秀演技獎 | 提名 |  |

#### 韓國青龍電影獎
| 年份   | 頒獎典禮              | 類別 | 作品                   | 獎項         | 結果 |
| ------ | --------------------- | ---- | ---------------------- | ------------ | ---- |
| 2000年 | 第21屆 韓國青龍電影獎 | 電影 |                        | 最佳男主角獎 | 提名 |
| 2001年 | 第22屆 韓國青龍電影獎 | 電影 | 愛的蹦極               | 最佳男主角獎 | 提名 |
| 2001年 | 第22屆 韓國青龍電影獎 | 電影 | 愛的蹦極               | 人氣明星獎   | 獲獎 |
| 2002年 | 第23屆 韓國青龍電影獎 | 電影 | 中毒                   | 最佳男主角獎 | 提名 |
| 2005年 | 第26屆 韓國青龍電影獎 | 電影 | 甜蜜人生               | 最佳男主角獎 | 提名 |
| 2008年 | 第29屆 韓國青龍電影獎 | 電影 | 神偷．獵人．斷指客     | 最佳男主角獎 | 提名 |
| 2009年 | 第30屆 韓國青龍電影獎 | 電影 | 特種部隊：眼鏡蛇的崛起 | 人氣明星獎   | 獲獎 |
| 2010年 | 第31屆 韓國青龍電影獎 | 電影 | 看見魔鬼               | 最佳男主角獎 | 提名 |
| 2012年 | 第33屆 韓國青龍電影獎 | 電影 |                        | 最佳男主角獎 | 提名 |
| 2013年 | 第34屆 韓國青龍電影獎 | 電影 | 超危險特工2：狠戰      | 人氣明星獎   | 獲獎 |
| 2016年 | 第37屆 韓國青龍電影獎 | 電影 |                        | 最佳男主角獎 | 獲獎 |
| 2017年 | 第38屆 韓國青龍電影獎 | 電影 | 南漢山城               | 最佳男主角獎 | 提名 |
| 2021年 | 第41屆 韓國青龍電影獎 | 電影 | 南山的部長們           | 最佳男主角獎 | 提名 |
| 2022年 | 第43屆 韓國青龍電影獎 | 電影 | 緊急迫降               | 最佳男主角獎 | 提名 |
| 2023年 | 第44屆 韓國青龍電影獎 | 電影 |                        | 最佳男主角獎 | 獲獎 |

#### 韓國電影大鐘獎
| 年份   | 頒獎典禮              | 類別 | 作品         | 獎項             | 結果 |
| ------ | --------------------- | ---- | ------------ | ---------------- | ---- |
| 1996年 | 第34屆 韓國電影大鐘獎 | 電影 | 漢城大逃亡   | 最佳新人男演員獎 | 獲獎 |
| 2000年 | 第37屆 韓國電影大鐘獎 | 電影 | 記憶中的風琴 | 最佳男主角獎     | 提名 |
| 2001年 | 第38屆 韓國電影大鐘獎 | 電影 |              | 人氣男演員獎     | 獲獎 |
| 2002年 | 第39屆 韓國電影大鐘獎 | 電影 | 中毒         | 最佳男主角獎     | 提名 |
| 2005年 | 第42屆 韓國電影大鐘獎 | 電影 | 甜蜜人生     | 最佳男主角獎     | 提名 |
| 2010年 | 第47屆 韓國電影大鐘獎 | 電影 | 看見魔鬼     | 最佳男主角獎     | 提名 |
| 2012年 | 第49屆 韓國電影大鐘獎 | 電影 |              | 最佳男主角獎     | 獲獎 |
| 2012年 | 第49屆 韓國電影大鐘獎 | 電影 | 豐田人氣獎   | 獲獎             |      |
| 2016年 | 第53屆 韓國電影大鐘獎 | 電影 |              | 最佳男主角獎     | 獲獎 |
| 2018年 | 第55屆 韓國電影大鐘獎 | 電影 | 南漢山城     | 最佳男主角獎     | 提名 |
| 2020年 | 第56屆 韓國電影大鐘獎 | 電影 |              | 最佳男主角獎     | 獲獎 |
| 2022年 | 第58屆 韓國電影大鐘獎 | 電影 | 緊急迫降     | 最佳男主角獎     | 提名 |
| 2023年 | 第59屆 韓國電影大鐘獎 | 電影 |              | 最佳男主角獎     | 獲獎 |

#### 其他電影獎
| 年份   | 頒獎典禮                                      | 類別 | 作品                              | 獎項               | 結果 |
| ------ | --------------------------------------------- | ---- | --------------------------------- | ------------------ | ---- |
| 1995年 | 第6屆 春史電影獎                              | 電影 | 是誰讓我發瘋                      | 新人演技獎         | 獲獎 |
| 1996年 | 第19屆 黃金攝影獎                             | 電影 | 漢城大逃亡                        | 新人男主角獎       | 獲獎 |
| 2000年 | 第14屆 平壤國際電影節                         | 電影 | 記憶中的風琴                      | 最佳男演員獎       | 獲獎 |
| 2000年 | 釜山國際影展 暨 第1屆 釜山電影評論家協會獎    | 電影 |                                   | 最佳男演員獎       | 獲獎 |
| 2001年 | 第24屆 黃金攝影獎                             | 電影 | 最受歡迎男演員獎                  | 獲獎               |      |
| 2005年 | 第13屆 春史電影獎                             | 電影 | 甜蜜人生                          | 最佳男主角獎       | 獲獎 |
| 2005年 | 第25屆 韓國電影評論家協會獎                   | 電影 | 甜蜜人生                          | 最佳男演員獎       | 獲獎 |
| 2006年 | 第14屆 春史電影獎                             |      |                                   | 韓流文化大獎       | 獲獎 |
| 2007年 | 第15屆 春史電影獎                             | 電影 | 那年夏天                          | 最佳男主角獎       | 提名 |
| 2009年 | 第3屆 亞洲電影大獎                            | 電影 | 神偷．獵人．斷指客                | 最佳男配角獎       | 提名 |
| 2010年 | 第9屆 韓國輿論人聯合會“引以為榮的韓國人大奬”  | 電影 | 特種部隊：眼鏡蛇的崛起 / 幻雨追緝 | 電影演技大獎       | 獲獎 |
| 2010年 | 第5屆 亞太製片人協會（APN）大典“亞洲電影印象” | 電影 | 特種部隊：眼鏡蛇的崛起            | 最佳男演員獎       | 獲獎 |
| 2010年 | 第19屆 釜日電影獎                             | 電影 | 看見魔鬼                          | 最佳男主角獎       | 提名 |
| 2011年 | 第3屆 3D KIFF韓國國際電影節                   | 電影 | 分享視界                          | 短篇大獎           | 獲獎 |
| 2012年 | 亞太電影博覽會（CineAsia）                    | 電影 | 特種部隊2：正面對決               | 年度之星獎         | 獲獎 |
| 2012年 | 第16屆 Cine21電影獎                           | 電影 |                                   | 年度男演員獎       | 獲獎 |
| 2012年 | 第13屆 釜山電影評論家協會獎                   | 電影 | 最佳演技獎                        | 獲獎               |      |
| 2013年 | 第22屆 釜日電影獎                             | 電影 | 最佳男主角獎                      | 提名               |      |
| 2013年 | 第55屆 亞太影展                               | 電影 | 最佳男主角獎                      | 提名               |      |
| 2013年 | 第7屆 亞洲電影大獎                            | 電影 | 最佳男主角獎                      | 獲獎               |      |
| 2013年 | 第17屆 富川國際奇幻電影節                     | 電影 | 製片人選擇獎                      | 獲獎               |      |
| 2016年 | 第21屆 春史電影獎                             | 電影 |                                   | 最佳男主角獎       | 提名 |
| 2016年 | 第25屆 釜日電影獎                             | 電影 | 最佳男主角獎                      | 獲獎               |      |
| 2016年 | 第10屆 亞洲電影大獎                           | 電影 | 最佳男主角獎                      | 獲獎               |      |
| 2016年 | 第3屆 韓國電影製作人協會獎                    | 電影 | 最佳男主角獎                      | 獲獎               |      |
| 2016年 | 第16屆 韓國導演選擇獎                         | 電影 | 最佳男演員獎                      | 獲獎               |      |
| 2016年 | 第36屆 韓國電影評論家協會獎                   | 電影 | 亞洲之星獎                        | 獲獎               |      |
| 2016年 | 第15屆 紐約亞洲電影節                         | 電影 | 亞洲之星獎                        | 獲獎               |      |
| 2016年 | 第5屆 APAN Star Awards                        | 電影 | Hallyu Global Star Award          | 獲獎               |      |
| 2016年 | 第4屆 Marie Claire亞洲明星盛典                | 電影 | 年度男演員獎                      | 獲獎               |      |
| 2016年 | 第4屆 韓國電影演員協會“明星之夜”              | 電影 | 韓國頂級明星獎                    | 獲獎               |      |
| 2016年 | 第20屆 Cine21電影獎                           | 電影 | 、密探、絕地7騎士                 | 年度男演員獎       | 獲獎 |
| 2018年 | 第23屆 春史電影獎                             | 電影 | 南漢山城                          | 最佳男主角獎       | 提名 |
| 2018年 | 第27屆 釜日電影獎                             | 電影 | 南漢山城                          | 男子人氣獎         | 提名 |
| 2018年 | 第1屆 The Seoul Awards                        | 電影 | 南漢山城                          | 最佳電影男主角獎   | 提名 |
| 2018年 | 第1屆 The Seoul Awards                        | 電影 | 提名                              | 最佳電影男主角獎   |      |
| 2018年 | 第38屆 黃金攝影獎                             | 電影 | 演技大賞                          | 獲獎               |      |
| 2020年 | 第25屆 春史電影獎                             | 電影 | 南山的部長們                      | 最佳男主角獎       | 獲獎 |
| 2020年 | 第29屆 釜日電影獎                             | 電影 | 南山的部長們                      | 最佳男主角獎       | 獲獎 |
| 2020年 | 第14屆 亞洲電影大獎                           | 電影 | 南山的部長們                      | 最佳男主角獎       | 獲獎 |
| 2020年 | 第15屆 韓國大學電影節                         | 電影 | 南山的部長們                      | 最佳男主角獎       | 獲獎 |
| 2020年 | 第40屆 韓國電影評論家協會獎                   | 電影 | 南山的部長們                      | 最佳男主角獎       | 獲獎 |
| 2020年 | 第10屆 美麗藝術人賞                           | 電影 | 南山的部長們                      | 電影藝術人賞       | 獲獎 |
| 2020年 | 第17屆 MAX MOVIE 最佳電影獎                   | 電影 | 南山的部長們                      | 最佳男演員獎       | 獲獎 |
| 2020年 | 第10屆 SACF 年度藝術家獎                      |      | 南山的部長們                      | 傑出電影藝術家獎   | 獲獎 |
| 2021年 | 第15屆 亞洲電影大獎                           | 電影 |                                   | 卓越亞洲電影人大獎 | 獲獎 |
| 2022年 | 第20屆 韓國導演選擇獎                         | 電影 | 南山的部長們                      | 年度最佳男演員獎   | 獲獎 |
| 2023年 | 第32屆 釜日電影獎                             | 電影 |                                   | 最佳男主角獎       | 獲獎 |
| 2023年 | 第9屆 Marie Claire亞洲明星盛典                | 電影 | 年度男演員獎                      | 獲獎               |      |
| 2023年 | 第28屆 春史電影獎                             | 電影 | 最佳男主角獎                      | 提名               |      |
| 2024年 | 第22屆 韓國導演選擇獎                         | 電影 | 年度最佳男演員獎                  | 獲獎               |      |
| 2025年 | 第23屆導演選擇獎                              | 電影 | 終極對弈                          | 最佳男演員         | 獲獎 |
| 2025年 | 第50屆多倫多電影節 (TIFF)                     |      |                                   | 特別貢獻獎         | 獲獎 |

#### 其他電視獎
| 年份   | 電視台 | 頒獎典禮                   | 類別     | 作品                 | 獎項               | 結果 |
| ------ | ------ | -------------------------- | -------- | -------------------- | ------------------ | ---- |
| 1992年 | KBS    | KBS演技大獎                | 戲劇     | 明天的愛情           | 最佳男新人獎       | 獲獎 |
| 1992年 | KBS    | KBS演技大獎                | 戲劇     | 有太陽的日子         | 最佳男新人獎       | 獲獎 |
| 1992年 | KBS    | KBS演技大獎                | 戲劇     | 沒有早晨之星         | 最佳男新人獎       | 獲獎 |
| 1993年 | KBS    | KBS演技大獎                | 戲劇     | 野菊花               | 男子優秀演技獎     | 獲獎 |
| 1993年 | KBS    | KBS演技大獎                | 戲劇     | 倖存的悲傷           | 男子優秀演技獎     | 獲獎 |
| 1995年 | KBS    | KBS演技大獎                | 戲劇     | 風之子               | 男子優秀演技獎     | 獲獎 |
| 1995年 | KBS    | KBS演技大獎                | 戲劇     | 風之子               | 最佳男演員獎       | 提名 |
| 1995年 | /      | 第4屆 韓國最受歡迎演藝大賞 | 戲劇     | 風之子               | 最佳男主角獎       | 獲獎 |
| 2001年 | /      | 第28屆 韓國廣播協會大獎    | 戲劇     | 美麗的日子           | 最受歡迎演員獎     | 獲獎 |
| 2001年 | SBS    | 第8屆 SBS演技大賞          | 戲劇     | 美麗的日子           | 十大明星賞         | 獲獎 |
| 2001年 | SBS    | 第8屆 SBS演技大賞          | 戲劇     | 美麗的日子           | SBSi賞             | 獲獎 |
| 2002年 | /      | 第3屆 大韓民國影像大展     | 戲劇     | 美麗的日子           | 最上鏡頭獎         | 獲獎 |
| 2003年 | SBS    | 第10屆 SBS演技大賞         | 戲劇     |                      | 十大明星賞         | 獲獎 |
| 2003年 | SBS    | 第10屆 SBS演技大賞         | 戲劇     | 大賞                 | 獲獎               |      |
| 2003年 | /      | 第30屆 韓國廣播協會大獎    | 戲劇     | 最佳演技獎           | 獲獎               |      |
| 2009年 | KBS    | KBS演技大獎                | 戲劇     |                      | 大賞               | 獲獎 |
| 2009年 | KBS    | KBS演技大獎                | 戲劇     | 網民人氣獎           | 獲獎               |      |
| 2009年 | KBS    | KBS演技大獎                | 戲劇     | 最佳CP獎(與金泰希)   | 獲獎               |      |
| 2009年 | KBS    | KBS演技大獎                | 戲劇     | 最佳男演員獎         | 提名               |      |
| 2009年 | KBS    | KBS演技大獎                | 戲劇     | 中長劇男子優秀演技獎 | 提名               |      |
| 2010年 | /      | 東京國際電視劇節           | 戲劇     | 亞洲最佳演員獎       | 獲獎               |      |
| 2010年 | /      | 第5屆 首爾國際電視節       | 韓劇部門 | 最佳男演員獎         | 獲獎               |      |
| 2010年 | /      | 第1屆 首爾文化藝術大獎     | 戲劇     | 電視劇演員大獎       | 獲獎               |      |
| 2010年 | /      | 第3屆 韓國電視劇節         | 戲劇     | 最佳男主角獎         | 提名               |      |
| 2018年 | /      | 第5屆 APAN Star Awards     | 戲劇     | 陽光先生             | 大賞               | 獲獎 |
| 2018年 | /      | 第2屆 The Seoul Awards     | 戲劇     | 陽光先生             | 男子最優秀演技賞   | 獲獎 |
| 2018年 | /      | 第3屆 AAA 亞洲明星盛典     | 戲劇     | 陽光先生             | 演員部門大賞       | 獲獎 |
| 2018年 | /      | 第3屆 AAA 亞洲明星盛典     | 戲劇     | 陽光先生             | 演員部門年度藝人   | 獲獎 |
| 2018年 | /      | 第3屆 AAA 亞洲明星盛典     | 戲劇     | 陽光先生             | AAA Fabulous獎     | 獲獎 |
| 2018年 | /      | 第3屆 AAA 亞洲明星盛典     | 戲劇     | 陽光先生             | 韓國觀光公社感謝牌 | 獲獎 |
| 2018年 | /      | 第3屆 AAA 亞洲明星盛典     | 戲劇     | 陽光先生             | 男演員人氣獎       | 提名 |
| 2018年 | /      | 第38屆 黃金攝影獎          | 戲劇     | 陽光先生             | 演技大賞           | 獲獎 |
| 2018年 | /      | 第11屆 韓國電視劇節        | 戲劇     | 陽光先生             | 大賞               | 提名 |
| 2018年 | /      | Soompi獎                   | 戲劇     | 陽光先生             | 年度最佳男演員獎   | 提名 |

#### 其他綜合獎
| 年份   | 頒獎典禮                                         | 獎項                                       | 結果 |
| ------ | ------------------------------------------------ | ------------------------------------------ | ---- |
| 2000年 | 韓國                                             | 韓國十大魅力男星                           | 獲獎 |
| 2006年 | 法國文化部                                       | 法國文化藝術騎士勳章                       | 獲獎 |
| 2006年 | 美國綠色地球獎                                   | “過去10年亞洲10位最佳國際演員”之一         | 獲獎 |
| 2009年 | 第10屆 韓國國會大獎                              | 特別獎                                     | 獲獎 |
| 2009年 | 第4屆 Audi A-Awards                              | 年度人物代表獎                             | 獲獎 |
| 2010年 | 第2屆 日本旅遊廳長官頒獎典禮（國土交通省旅遊廳） | 旅遊宣傳功勞獎                             | 獲獎 |
| 2010年 | 第5屆 亞洲模特大獎                               | 亞洲明星獎                                 | 獲獎 |
| 2010年 | 亞太觀光協會“觀光影像部門”                       | 最優秀觀光影像獎                           | 獲獎 |
| 2010年 | 第14屆 全球華語榜中榜 暨 亞洲影響力大典          | 亞洲演繹突出貢獻獎                         | 獲獎 |
| 2010年 | 首爾國際旅遊大獎                                 | 藝人部門 最優秀國內名人獎                  | 獲獎 |
| 2010年 | 韓國最高時尚盛典"Style Icon"                     | 最高大獎年度時尚偶像獎                     | 獲獎 |
| 2010年 | Green Planet Movie Awards                        | 10 Best International Actors of the Decade | 獲獎 |
| 2011年 | 第2屆 韓國大眾文化藝術獎                         | 總統表彰獎                                 | 獲獎 |
| 2011年 | 聯合國兒童基金會 日本委員會                      | 感謝獎                                     | 獲獎 |
| 2012年 | 韓國電影演員協會                                 | 功勞獎                                     | 獲獎 |
| 2012年 | 第7屆 Audi A-Awards                              | 年度人物代表獎                             | 獲獎 |
| 2013年 | 第9屆 華鼎獎                                     | 最佳海外演員獎                             | 獲獎 |
| 2014年 | 美國亞洲協會 韓國中心                            | 文化外交獎                                 | 獲獎 |
| 2018年 | 第3屆 AAA 亞洲明星盛典                           | 韓國觀光公社感謝牌                         | 獲獎 |
| 2020年 | 第25屆 韓國消費者日盛典                          | 2020年觀眾票選年度男演員                   | 獲獎 |
| 2021年 | 美國亞洲協會創變者獎                             | 亞洲創變者獎                               | 獲獎 |
| 2023年 | KBS韓國廣播公司                                  | “讓KBS發光的50人”之一                      | 獲獎 |

## 廣告代言

### 宣傳大使
| 年份 | 機構／單位（中文）            | 職銜（中文）           | 機構／單位（韓文）         | 職銜（韓文）             | 備註                 |
| 1999 | 1999年世界擊劍錦標賽          | 名譽宣傳大使           | 99세계선수권대회           | 명예홍보사절             | [ 141 ]              |
| 2003 | 濟州國際自由城市開發中心      | 名譽大使               | 제주국제자유도시           | 명예홍보대사             | [ 142 ]              |
| 2003 | 聯合國兒童基金會              | 聯合國兒童基金會守護者 | 유니세프                   | 유니세프카드 후견인      | 擔任宣傳大使十年以上 |
| 2004 | OMEGA 歐米茄手錶              | 韓國宣傳大使           | 오메가 시계                | 한국 홍보대사            | [ 144 ]              |
| 2004 | 韓國旅遊發展局                | 韓國文化旅遊宣傳大使   | 한국관광공사               | 한국문화관광홍보대사     | [ 145 ]              |
| 2005 | 第4屆 Mise-en-scene短篇電影節 | 名譽評委               | 제4회 미쟝센단편영화제     | 명예심사위원             | [ 146 ]              |
| 2005 | 聯合國兒童基金會              | 特別代表               | 유니세프                   | 특별대표                 | [ 147 ]              |
| 2006 | 法國駐韓國大使館              | 法國文化宣傳名譽大使   | 주한프랑스대사관           | 프랑스 문화홍보 명예대사 | [ 148 ]              |
| 2006 | 江南稅務局                    | 1日名譽信訪服務室長    | 강남세무서                 | 1일 명예민원봉사실장     | [ 149 ]              |
| 2009 | 國家情報院                    | 名譽要員               | 국가정보원                 | 명예요원                 | [ 150 ]              |
| 2010 | 起亞汽車K7                    | 宣傳大使               | 기아자동차 K7              | 홍보대사                 | [ 151 ]              |
| 2010 | 加利福尼亞州                  | 旅遊宣傳大使           | 캘리포니아                 | 관광홍보대사             | [ 152 ] [ 153 ]      |
| 2010 | 首爾特別市                    | 全球宣傳大使           | 서울특별시                 | 글로벌 홍보대사          | [ 154 ]              |
| 2012 | 光州雙年展                    | 名譽宣傳大使           | 광주비엔날레               | 명예홍보대사             | [ 155 ] [ 156 ]      |
| 2013 | 第38屆 世界電影委員會大會     | 宣傳大使               | 제38회 세계영상위원회 총회 | 홍보대사                 | [ 157 ] [ 158 ]      |
| 2013 | 第50屆 大鐘獎電影節           | 宣傳大使               | 제50회 대종상영화제        | 홍보대사                 | [ 159 ]              |
| 2016 | 雷諾韓國汽車QM6               | 宣傳大使               | 르노삼성자동차 QM6         | 홍보대사                 | [ 160 ]              |
| 2018 | 積家                          | 宣傳大使               | 예거 르쿨트르              | 홍보대사                 | [ 161 ] [ 162 ]      |

## 軼事
被勒索事件
2014年8月28日，模特兒李智妍與女團GLAM成員金多喜利用此前在酒席上偷拍的影片向李炳憲勒索50億韓元。在受到威脅之後，李炳憲委托警方介入調查。2014年9月1日，警方拘留金多喜和李智妍並對其展開了調查。調查過程中，金多喜和李智妍承認威脅的事實。2014年9月2日，警察因金多喜和李智妍恐嚇未遂而向法院提出拘留延長。9月3日，法院受審了該申請並批準了對金多喜和李智妍的拘留延長。同月，法院就此案開庭審判，負責此案的檢察官向法院求刑時表示：根據調查結果顯示，李智妍與李炳憲見面的次數很少，而且從未單獨見面，加上李智妍當時另有交往中的男友，沒有證據能證明李智妍與李炳憲是戀人關系。且李智妍、金多喜在接受調查時又謊稱李智妍與李炳憲是戀人關系，勒索李炳憲是因為他單方面提出分手。檢察官據此要求將金多喜與李智妍各自判處3年有期徒刑。
2014年12月16日，此案第三次公審在首爾中央地方法院舉行，李智妍、金多喜均出庭應訊，兩人因涉嫌勒索恐嚇各被判3年有期徒刑。李智妍在第三次公審的最後陳述中表示：「對因此事對受害人和受害人家屬造成的傷害表示道歉，我已經深刻反省，除了對不起不知道還能說什麽。」金多喜也落淚表示：“現在我才知道我的行為是多麽愚蠢，向受害人真心道歉，有負父母的養育之恩，對不起大家了。”
第三次公審後，檢方又提出上訴，認為法官判處兩名被告有期徒刑3年刑量過輕。檢方指出被告人利用偷拍私人生活影片作為要挾手段，這種利用名人社會地位的關系進行勒索，社會危害太大，且李、金兩人從一開始就將李炳憲視為恐嚇和謀財對象，雖然勒索未遂，但索款高達50億韓元(時值約1.46億新台幣)，罪行相當惡劣。
2015年1月15日，首爾中央地方法院了公布該案最終審判結果：審判部表示“第一、被告人威脅要將受害人（李炳憲）不正當玩笑的短片上傳網路勒索50億韓幣。因為輿論責難，使得受害者（李炳憲）的精神和經濟上都蒙受巨大損失。然而受害人（李炳憲）在二審中明確表示不希望被告人受到處罰。其次，本次事件屬於勒索未遂。第三、在6個月左右的拘禁中，被告人表現出了反省的態度。第四、被告人全都是初犯。第五、事件的起源是由於年齡較大的被害人向年齡較小的被告人所開的不正當玩笑。因此撤銷了原判。”最終李智妍和金多喜分別被判決1年2個月、1年有期徒刑，從宣判之日起緩期2年執行，並「沒收了和短片有關的手機」。
最終宣判結束後，負責該案的法官鄭銀英(音)表示「……模特李某並不是以報復的心情犯下的偶發性罪行，而是金錢動機優先的蓄意犯罪」，「很難認為被告人正在悔改,因此宣判實刑將不可避免」。
在宣判前夕，某網絡媒體公開了李炳憲和李智妍個人交流的信息，也使得「李炳憲和李智妍是否為戀人關系」（即李炳憲是否存在出軌行為）成為主要關注點，對此，鄭銀英法官的判斷為：「不是」，根據 「在查看雙方互通的信息內容」後，李智妍對於與李炳憲之間的「戀人關系」主張不成立（即不存在出軌行為）。
在獲得緩刑後，女模特李智妍與女歌手金多喜通過律師向李炳憲和他的家人表明了歉意。律師表示目前兩人（金多喜、李智妍）都與各自的家人在一起。對於李智妍與金多喜此前對媒體的提問不做任何回覆一事，律師稱兩人從沒有面對過那麽多媒體，不知該如何回應，而且她們也擔心回答媒體提問會對李炳憲造成更大的傷害，因此只能以沈默應對。
及後，李珉廷透過朋友表示未因此桃色緋聞而影響二人關係。
参考材料及法院公告：

## 備註
1. ↑  1997年韓石圭憑《綠魚》成為首位同年大滿貫影帝，2002年薛景求《人民公敵》成為第二位獲此殊榮之影帝。

1. ↑  成立於1992年，旨在幫助提高韓國文化藝術的質量並推廣和發展文化內容。自舉辦起至2007年，名稱一直為“韓國最受歡迎演藝大賞”，但從2008年第16屆起，名稱改為“韓國文化演藝大賞”。

## 外部連結
- 李炳憲在互联网电影资料库（IMDb）上的資料（英文）